# Жерминьи-л’Эгзан
Жерминьи́-л’Эгза́н (фр. Germigny-l'Exempt) — коммуна во Франции, находится в регионе Центр. Департамент — Шер. Входит в состав кантона Ла-Герш-сюр-л’Обуа. Округ коммуны — Сент-Аман-Монтрон.
Код INSEE коммуны — 18101.

## География
Коммуна расположена приблизительно в 220 км к югу от Парижа, в 135 км юго-восточнее Орлеана, в 45 км к юго-востоку от Буржа.
По территории коммуны протекает небольшая река Годфруа.

## Население
Население коммуны на 2008 год составляло 322 человека.
| 1962 | 1968 | 1975 | 1982 | 1990 | 1999 | 2008 |
| ---- | ---- | ---- | ---- | ---- | ---- | ---- |
| 553  | 509  | 472  | 383  | 362  | 331  | 322  |

## Администрация
| Период | Период | Фамилия         | Партия       | Примечания |
| ------ | ------ | --------------- | ------------ | ---------- |
| 2001   | 2008   | Жан-Пьер Сити   | беспартийный |            |
| 2008   | 2014   | Жан-Пьер Блевен | беспартийный |            |

## Экономика

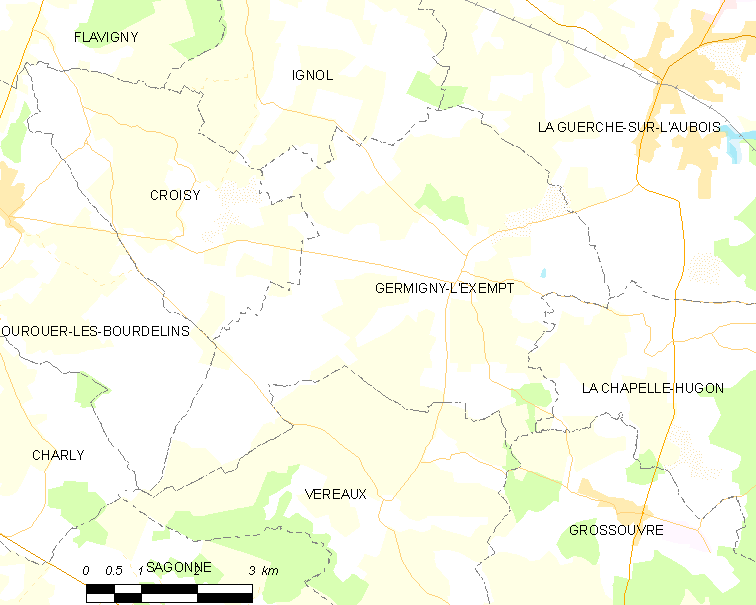
Карта коммуны

В 2007 году среди 183 человек в трудоспособном возрасте (15-64 лет) 118 были экономически активными, 65 — неактивными (показатель активности — 64,5 %, в 1999 году было 64,0 %). Из 118 активных работали 110 человек (62 мужчины и 48 женщин), безработных было 8 (3 мужчин и 5 женщин). Среди 65 неактивных 19 человек были учениками или студентами, 32 — пенсионерами, 14 были неактивными по другим причинам.

## Достопримечательности
- Церковь Нотр-Дам (XIV век)
- Замок Шато-Рено (XVII век)